# سلاووو (استان دوبریچ)
سلاووو (به بلغاری: Slaveevo) یک منطقهٔ مسکونی در بلغارستان است که در شهرستان دوبریچکا واقع شده‌است.